# Okinawa (thành phố)
Thành phố Okinawa (沖縄市 (Xung Thừng thị) Okinawa-shi, tiếng Ryukyu: Uchinā) là thành phố lớn thứ hai của tỉnh Okinawa, sau thành phố Naha.
Thành phố Okinawa nằm ở trung tâm đảo Okinawa, cách thành phố Naha chừng 20 km về phía Bắc. Từ Naha có thể đi theo đường cao tốc Okinawa hoặc quốc lộ 329 hoặc 330 bằng xe ô tô để tới thành phố Okinawa. Thành phố được thành lập vào năm 1974 trên cơ sở sáp nhập hai thành phố Koza và Misato lại.
Tính đến tháng 12 năm 2012, dân số của thành phố ước tính là 138.431 và mật độ 2.625 người/km².
Ở thành phố Okinawa có một số khu công nghệ cao dành cho các xí nghiệp trong lĩnh vực công nghệ thông tin, như khu Okinawa Mobile Work Plaza, Okinawa City IT Work Plaza, Okinawa City Telework Center.

### Các khu dân cư lân cận
- Uruma
- Kadena
- Chatan
- Onna
- Kitanakagusuku
- Yomitan[1]

## Giao thông

### Đường bộ
Đường cao tốc Okinawa có hai nút đi vào thành phố. Một điểm giao số 5 ở phía bắc và số 4 ở phía nam. Đường cao tốc quốc gia Nhật Bản đi qua thành phố là các tuyến đường 329 và  330.

### Các tuyến xe buýt
Các công ty xe buýt Ryūkyū, Okinawa, và Tōyō có tổng cộng 26 tuyến ở Okinawa.

## Thành phố kết nghĩa
Okinawa có các thành phố kết nghĩa sau:
- Dili, Đông Timor
- Lakewood, Washington, USA

## Hình ảnh

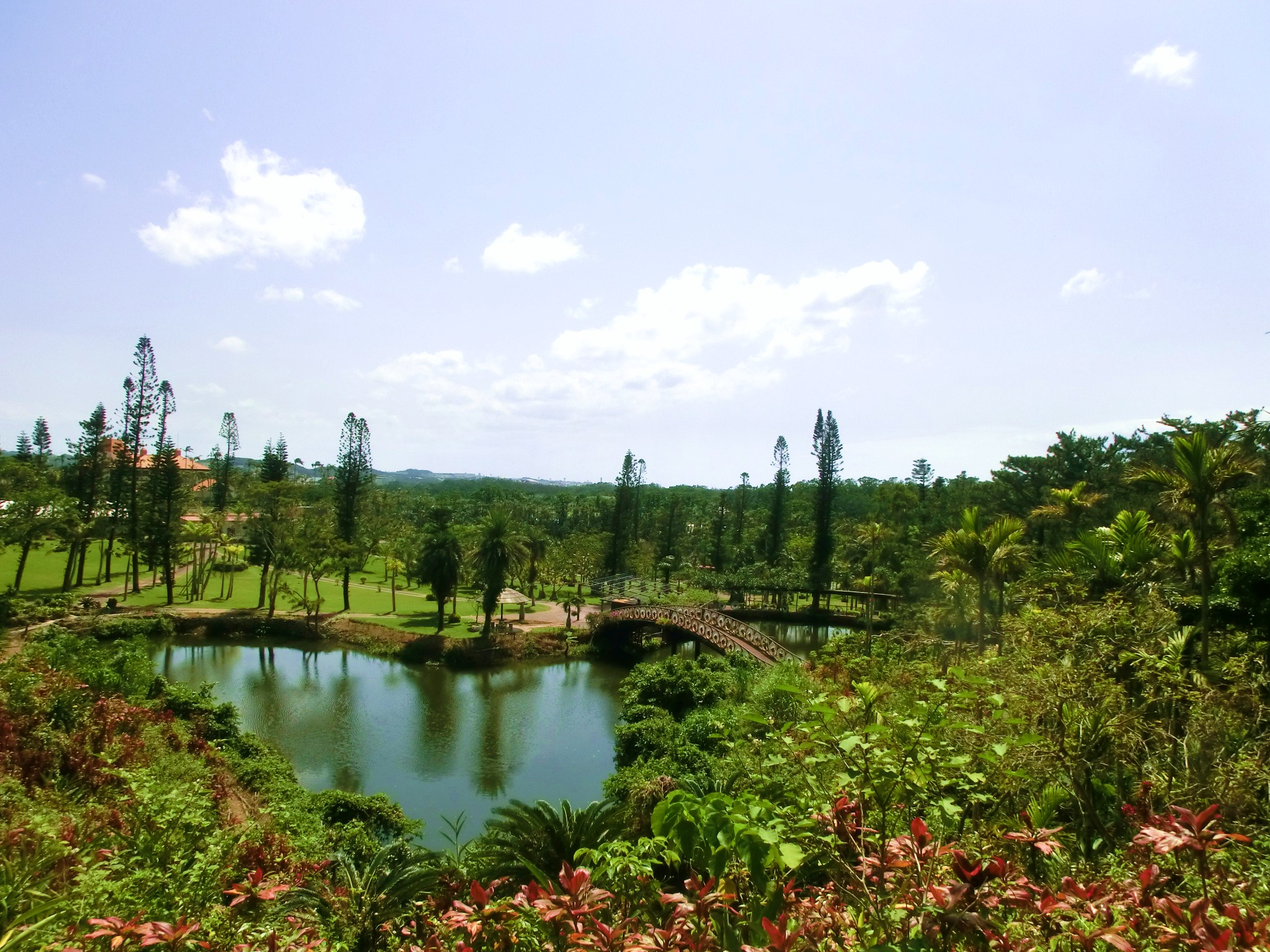
東南植物楽園
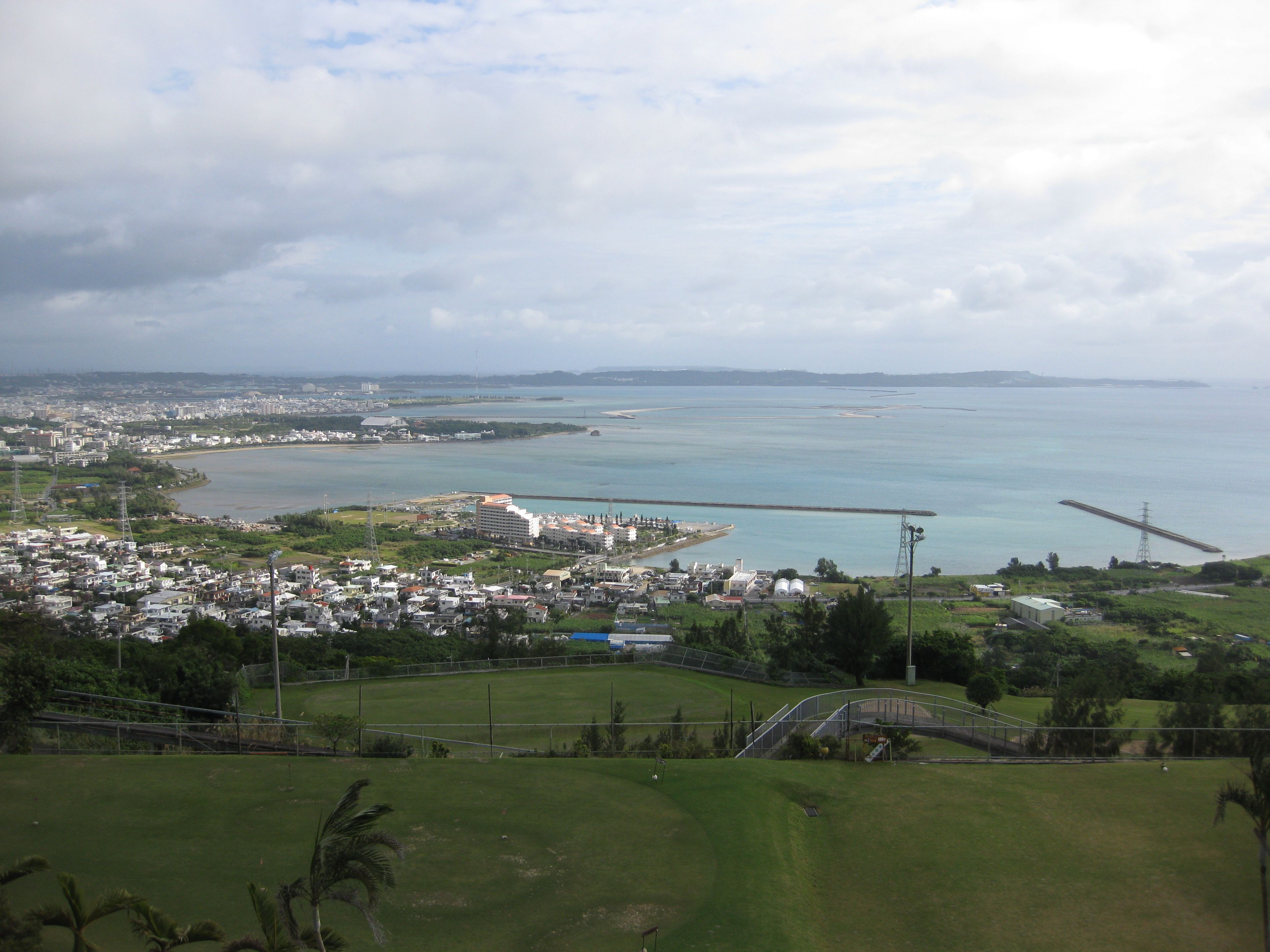
泡瀬海岸